# Offensiva della Dobrugia Meridionale
L'offensiva della Dobrugia meridionale fu l'azione di apertura dell'invasione romena della Bulgaria durante la seconda guerra balcanica. Oltre la stessa Dobrugia meridionale, Varna fu anche occupata per breve tempo dalla cavalleria romena, finché divenne evidente che non sarebbe stata offerta alcuna resistenza bulgara. La Dobrugia Meridionale fu successivamente annessa alla Romania.

## Sfondo
L'esercito romeno non aveva visto azioni straniere dal 1878, ma il 5 luglio 1913 iniziò a mobilitarsi contro la Bulgaria. Dopo l'inizio della seconda guerra balcanica, i rumeni percepirono un'opportunità per realizzare le loro aspirazioni insoddisfatte in Dobrugia. La Romania dichiarò guerra alla Bulgaria il 10 luglio, dando assicurazioni diplomatiche che non intendeva soggiogare la Bulgaria o sconfiggere il suo esercito.

## Offensiva romena
Il 10 luglio, in seguito alla dichiarazione romena di guerra, il 5º corpo del generale Ioan Culcer, che contava 80 000 soldati, attraversò il confine nella parte bulgara della Dobrugia. Quel giorno i romeni attraversarono il Danubio a Silistra senza incontrare resistenza. Una settimana dopo, la linea Tutrakan-Balchik venne occupata e il 16 luglio le pattuglie romene entrarono a Varna. La linea Tutrakan-Balchik segnava il territorio richiesto dai romeni. La cavalleria annessa al 5º corpo del generale Culcer occupò brevemente Varna, ma si ritirò in Dobrugia quando divenne evidente che non sarebbe stata offerta alcuna resistenza bulgara. Il 18 luglio, una brigata della 1ª armata bulgara, che si stava ritirando a sud, fu catturata dalla 1ª divisione di cavalleria romena. La brigata bulgara non oppose resistenza. Il capo delle operazioni della 1ª divisione di cavalleria romena era Ion Antonescu, a cui fu assegnata la medaglia d'oro della virtù militare, consegnatagli personalmente dal principe Ferdinando. Antonescu fu uno degli unici due a ricevere questo riconoscimento durante la campagna.

## Conseguenze
I romeni non subirono perdite in combattimento. I bulgari accettarono di cedere la Dobrugia Meridionale alla Romania già il 19 luglio. La Dobrugia meridionale, la più ricca terra agricola della Bulgaria, fu ufficialmente annessa alla Romania in seguito al Trattato di Bucarest. Il territorio misurava 2 970 miglia quadrate.